# PixelJunk Shooter
PixelJunk Shooter est un jeu vidéo développé par Q-Games pour la PlayStation 3. Il s’agit d’un shoot them up multidirectionnel. Il est sorti sur le PlayStation Store le 10 décembre 2009 dans le monde entier.
Il est le quatrième jeu de la série PixelJunk

## Système de jeu
Le joueur contrôle un vaisseau qui a pour mission de sauver les survivants d'une exploration minière qui a mal tournée, le vaisseau ne résiste pas à la chaleur produite par la lave dès qu'il en est trop proche. Le vaisseau peut tirer des laser et des missiles, mais les missiles produisent de la chaleur qui est elle aussi dangereuse pour le vaisseau. Le vaisseau peut aussi tirer de la lave ou de l'eau si le joueur trouve des pods spéciaux qui lui permettent de modifier le vaisseau.